# Sables de Samar
Les sables de Samar (hébreu : חולות סמר, arabe : رمال سمر), ou dunes de Samar, sont une étendue de dunes de sable dans la région de l'Aravah au sud d'Israël. Autrefois couvrant une superficie de sept kilomètres carrés, le développement agricole et l'extraction du sable pour le secteur de la construction ont réduit les sables à moins de trois kilomètres carrés. 

## Géographie
Les sables de Samar sont situés près des kibboutzim de Samar et d'Elifaz à la frontière jordanienne, à 30 kilomètres au nord d'Eilat. 
En 2016, Israël commence la construction d'une barrière à la frontière avec la Jordanie, de la ville côtière d'Eilat aux sables de Samar.
L'aéroport international Ramon, situé à une quinzaine de kilomètres au sud des dunes, a été inauguré en 2019.

## Géologie
Les dunes de sable se sont formées pendant des millions d'années lorsque des grains de grès émiettés de la vallée de Timna ont été transportés vers le salin de Yotvata. Au fil du temps, les processus éoliens ont façonné les sables en formations de dunes stables. 

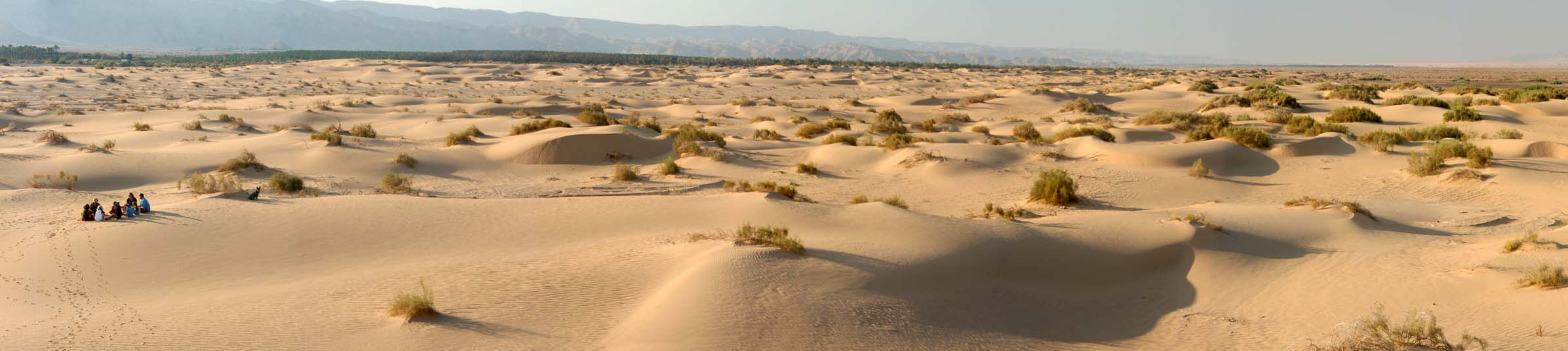
Les dunes à la frontière jordanienne avec la palmeraie du kibboutz Samar en arrière-plan (vue vers l'ouest).

## Écologie
Ces dernières années, des écologistes et des résidents locaux ont fait campagne pour préserver ce qu'il reste des dunes.

### Faune
- Cerbalus aravaensis
- Gerbillus gerbillus
- Stenodactylus doriae
- Cerastes gasperettii
- Felis margarita (localement éteint)
- Vulpes rueppellii (localement éteint)

### Flore
- Haloxylon persicum

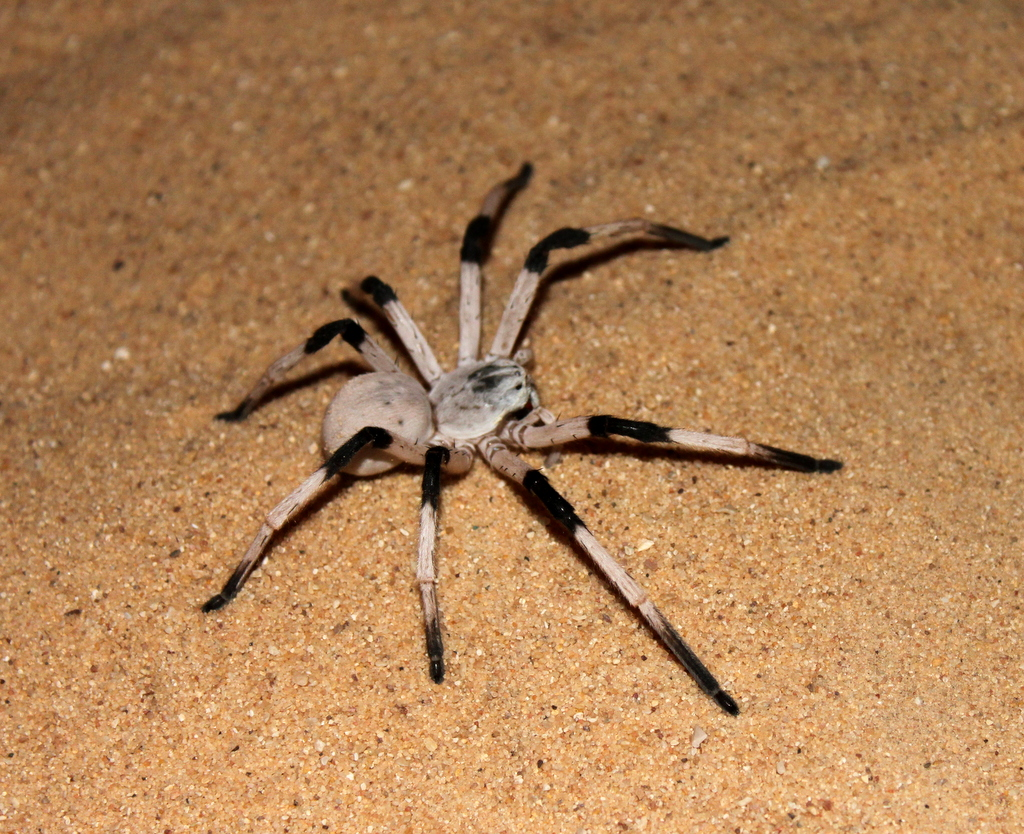
Cerbalus aravaensis.
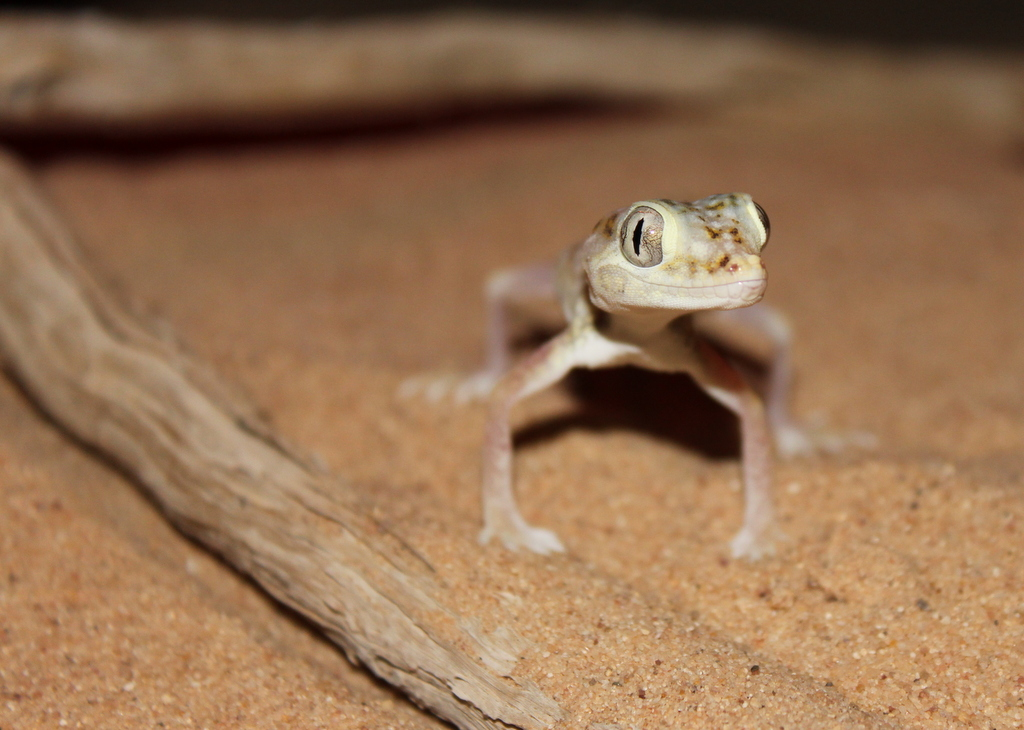
Stenodactylus doriae.
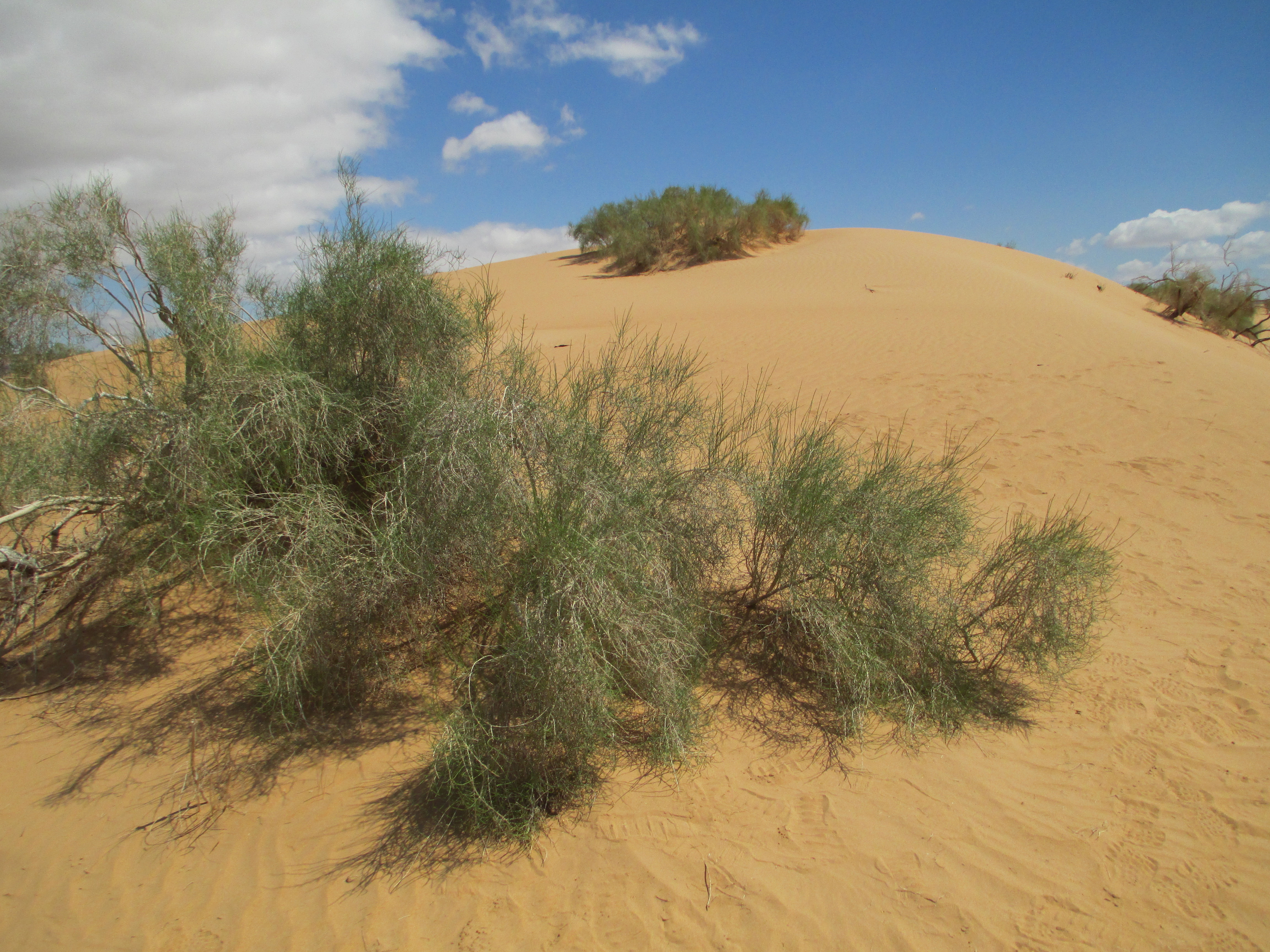
Haloxylon persicum.